# Djebel Irhoud

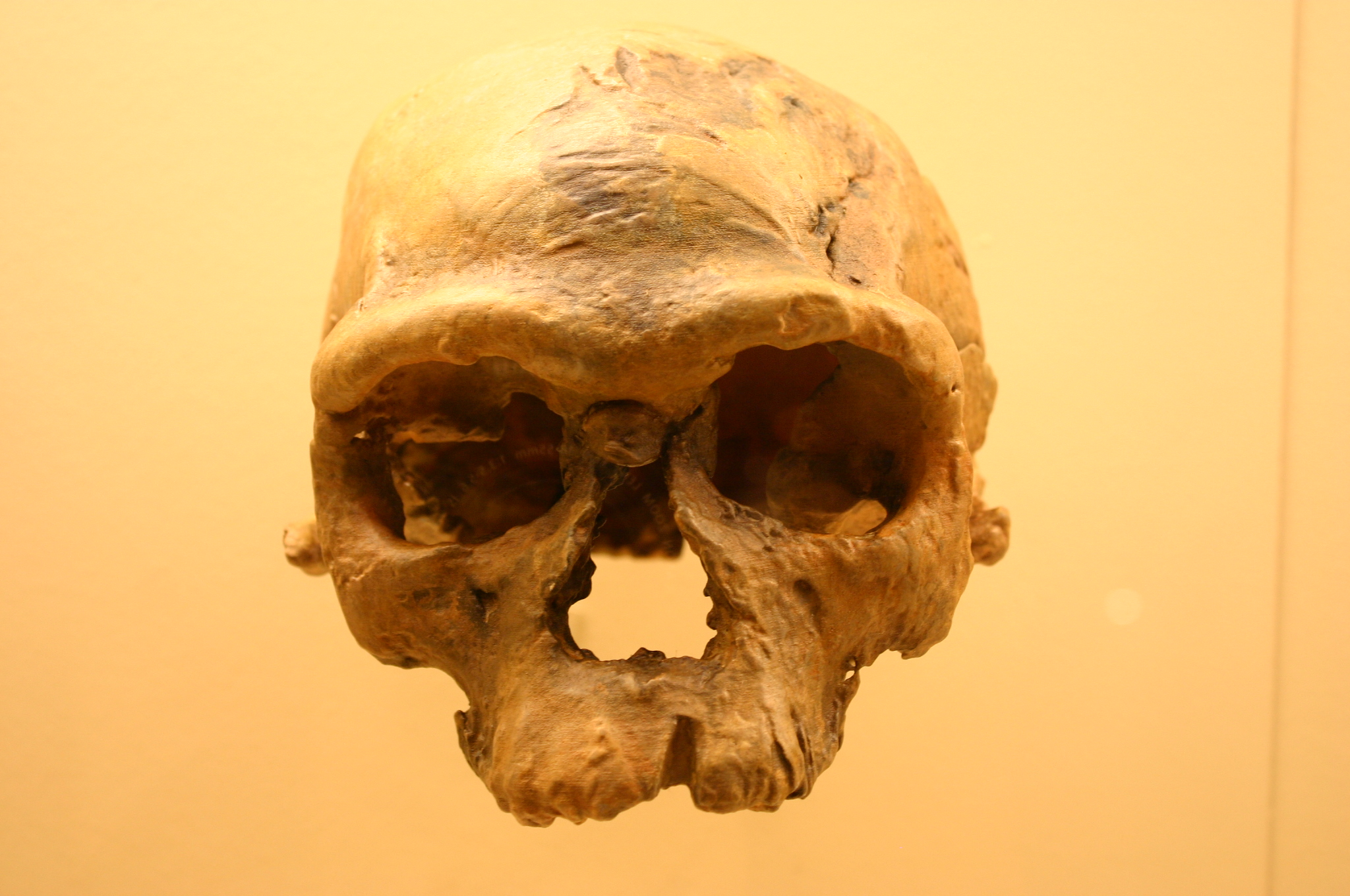
Crani de Jebel Irhoud 1, vista frontal (rèplica)

Jebel Irhoud o Adrar Ighud (en àrab: جبل إيغود žbəl iġud; en amazic:ⴰⴷⵔⴰⵔ ⵏ ⵉⵖⵓⴷ, adrar n iɣud) és un jaciment arqueològic situat a prop de Sidi Moktar, a uns 100 quilòmetres a l'oest de Marràqueix, al Marroc. L'indret és famós pels fòssils d'homínids que s'hi han trobat des del descobriment del jaciment, al 1960. Els espècimens, catalogats al principi com a neandertals, s'assignaren després a Homo sapiens i es van datar en 300.000 anys d'antiguitat. Si això és correcte, les convertiria en les restes fòssils conegudes més antigues d'Homo sapiens.
Inicialment es va considerar que els humans de la cultura mosteriana de Jebel Irhoud presentaven una associació de caràcters d'humans d'Afalou i de trets neandertals; a hores d'ara, però, els seus trets morfològics es consideren semblants als de crani de Florisbad (Homo helmei), trobat a Sud-àfrica, que data de fa 260.000 anys.

## Troballes
Des del 2007 se'ls classifica com a humans anatòmicament moderns (Homo sapiens), comparables a les restes d'Omo 1 i 2 (Kibish), d'Herto d'Etiòpia (Homo sapiens idaltu) i amb les troballes de Skhul i Qafzeh de Palestina.
Les eines trobades a Jebel Irhoud són típiques mosterianes; les restes de fauna assenyalen una pertinença al plistocé, entre el mig i el superior: 31.854981°, 8.872506°
El 2007 l'Institut Max Planck d'Antropologia Evolutiva feu recerques amb un sincrotró en una de les dents del maxil·lar inferior del xiquet d'Irhoud 3. Els resultats fan suposar una llarga infantesa, amb el corresponent creixement del cervell i la realització d'un procés de socialització, qüestió a la qual es dona una importància decisiva en el procés de l'Homo sapiens primerenc.
Al juny del 2017, un grup de científics trobar al jaciment restes humanes de 300.000 anys d'antiguitat.

### Principals fòssils
- Irhoud 1: crani d'home adult, al qual li manca la base occipital (s'ha especulat amb la possibilitat que fos per a una extracció del cervell).[8]
- Irhoud 2: calavera d'home adult.[9]
- Irhoud 3: mandíbula de xiquet amb algunes dents de llet i arrels de les definitives.[10]
- Irhoud 4: húmer d'un xiquet.[11]
- Irhoud 5: fragment d'un còccix no adult.[12]
- Irhoud 10: crani parcial.
- Irhoud 11: mandíbula.